# Mussa Chiramanowitsch Manarow
Mussa Chiramanowitsch Manarow (russisch Муса Хираманович Манаров, wiss. Transliteration Musa Chiramanovič Manarov; * 22. März 1951 in Baku,  Aserbaidschanische SSR, UdSSR) ist ein ehemaliger sowjetischer Kosmonaut.
Manarow wurde  am 1. Dezember 1978 für das Kosmonautenkader ausgewählt. Er flog als Bordingenieur mit Sojus TM-4 und Sojus TM-11 in den Weltraum. Er trat am 23. Juli 1992 in den Ruhestand.
Insgesamt war er 541 Tage im All, ein Rekord der erst im November 1994 von Waleri Poljakow gebrochen wurde. Inzwischen steht Manarow auf Platz 8 der Liste der Raumfahrer mit der längsten Verweildauer im All.
2007 wurde er in die Duma, das russische Parlament, gewählt.

## Belege
- spacefacts.de: Kurzbiografie

| Personendaten    | Personendaten                        |
| ---------------- | ------------------------------------ |
| NAME             | Manarow, Mussa Chiramanowitsch       |
| ALTERNATIVNAMEN  | Манаров, Муса Хираманович (russisch) |
| KURZBESCHREIBUNG | sowjetischer Kosmonaut               |
| GEBURTSDATUM     | 22. März 1951                        |
| GEBURTSORT       | Baku, Sowjetunion                    |